# 上窰郊遊徑
上窰郊遊徑（英語：Sheung Yiu Country Trail）是香港的一條郊遊徑，位於新界西貢東郊野公園內，適合一家老小，全長4.2公里，由上窰走至萬宜水庫西壩全程需時約1.75小時。遊人需要沿著北潭涌自然教育徑步行約20分鐘走進起點，可以順道參觀上窰民俗文物館。

## 路線
郊遊徑較平緩和行走小徑，初段稍為陡斜，沿途可見起子灣伸延的海岸，以及黃宜洲及鹽田仔等小島和斬竹灣一帶的景色，並且途經多道清溪。中途走進山谷，就會到達曝罟灣和元五墳營地，遠眺到滘西洲及大頭洲的景色。穿過山谷後，便會到達南風灣上的一片人工草地，該處為昔日的萬宜羈留中心遺址，是當年香港為收容數以千計的越南船民而興建的地方。最後便會抵達於萬宜水庫西壩（西貢萬宜路）的終點。
遊人到達終點後，需要沿著西貢萬宜路步行45分鐘，返回北潭涌乘車離開。

## 外部連結
- 郊野樂行 - 上窰郊遊徑
- 西貢郊野公園及郊遊徑 - 上窰郊遊徑